# Studio Ekran
Studio Ekran (ros. Творческое объединение «Экран»  (т/о «Экран»)) – radziecka i rosyjska wytwórnia filmowa. Studio zostało założone w 1968 roku. Funkcjonowało w ZSRR, później w Rosji. Zajmowało się produkcją filmów telewizyjnych, miniserialów oraz filmów animowanych. W 1994 roku, po reorganizacji kanału telewizyjnego Ostankino, studio zostało zamknięte.

## Wybrane filmy animowane
- Słomiany byczek (1971)
- Żuk zegarmistrz (1973)
- Przygody Munhausena (1973-74)
- Mały szop (1974)
- Przygody Kota Leopolda (1975-1987, 11 części)
- Chłopiec i dziewczynka (1978)
- Mój przyjaciel sygnalizator świetlny (1978)
- Dom dla lamparta (1979)
- Zajączek i jego przyjaciele (1979-1982)
- Prezent dla zająca (1980)
- Wilk i Zając (1980-1981, trzy odcinki)
- Mamucia mama (1981)
- Raz kowboj, dwa kowboj (1981)
- Biuro rzeczy znalezionych (1982-1984, cztery części)
- Filmy lalkowe z serii Bajki Donalda Bisseta (1983-1987)
- Żar-ptak (1984)